# Prism (케이티 페리의 음반)
《Prism》은 미국의 싱어송라이터 케이티 페리의 세 번째 정규 앨범으로, 2013년 10월 18일 캐피톨 레코드를 통해 발매되었다. 이번 앨범은 페리의 이전 작품들보다 "어둡다"고 알려왔지만, 최종적으로는 스웨덴 댄스 음악에서 많은 영향을 받았다. 작업은 이전에 같이 해왔던 사람들 뿐만 아니라 새로운 프로듀서, 게스트 보컬이 대거 투입되었다. 《Prism》의 주된 테마는 현재 삶, 관계, 자아인식이다.
음반은 평론가들에게 혼합된 평가를 받았다. 대부분 평론가는 "성숙함"과 "취약성"을 강조하며, "음악성"과 "상업성"을 모두 갖춘 완벽한 팝의 형태라고 평했다. 몇몇 언론인들은 노래들이 "정형화", "쉽게 잊혀진다"고 말하며 이전 작품들에 비해 실망했다고 말했다. 상업적으로는 페리의 가장 높은 첫 주 판매량인 286,000만 장을 기록하면서 빌보드 200 1위로 데뷔했다. 또한 오스트레일리아, 캐나다, 아일랜드, 뉴질랜드, 영국에서 1위를 했다.
싱글은 앨범 발매 전 두 개를 먼저 발표했다. 리드 싱글 〈Roar〉는 2013년 8월 10일 발매했다. 이 싱글은 상업적 성공을 거뒀고 페리의 여덟 번째 빌보드 핫 100 1위 싱글이 되었다. 두 번째 싱글 〈Unconditionally〉는 2013년 10월 16일 발매되었다. 두 장의 싱글이 발매되는 사이 프로모션 싱글 〈Dark Horse〉와 〈Walking on Air〉를 발매하기도 했다. 이후 〈Dark Horse〉는 2013년 12월 17일 세 번째 공식 싱글로 발매되었다.

## 수록곡
| #            | 제목                              | 작사·작곡                                                                           | 프로듀서                   | 재생 시간 |
| ------------ | --------------------------------- | ----------------------------------------------------------------------------------- | -------------------------- | --------- |
| 1.           | 〈Roar〉                          | 케이티 페리 Lukasz Gottwald 맥스 마틴 보니 맥키                                     | 닥터 루크 맥스 마틴 Cirkut | 3:43      |
| 2.           | 〈Legendary Lovers〉              | 케이티 페리 Gottwald 맥스 마틴 맥키 Walter                                          | 닥터 루크 맥스 마틴 Cirkut | 3:44      |
| 3.           | 〈Birthday〉                      | 케이티 페리 Gottwald 맥스 마틴 맥키 Walter                                          | 닥터 루크 맥스 마틴 Cirkut | 3:35      |
| 4.           | 〈Walking on Air〉                | 케이티 페리 Klas Åhlund 맥스 마틴 Adam Baptiste Camela Leierth                      | Åhlund 맥스 마틴           | 3:42      |
| 5.           | 〈Unconditionally〉               | 케이티 페리 Gottwald 맥스 마틴 Walter                                               | 닥터 루크 맥스 마틴 Cirkut | 3:48      |
| 6.           | 〈Dark Horse〉 (featuring 쥬시 J) | 케이티 페리 조단 휴스턴 Gottwald Sarah Theresa Hudson 맥스 마틴 Walter              | 닥터 루크 맥스 마틴 Cirkut | 3:35      |
| 7.           | 〈This Is How We Do〉             | 케이티 페리 Åhlund 맥스 마틴                                                        | Åhlund 맥스 마틴           | 3:24      |
| 8.           | 〈International Smile〉           | 케이티 페리 Gottwald 맥스 마틴 Walter                                               | 닥터 루크 맥스 마틴 Cirkut | 3:47      |
| 9.           | 〈Ghost〉                         | 케이티 페리 Gottwald 맥스 마틴 맥키 Walter                                          | 닥터 루크 맥스 마틴 Cirkut | 3:23      |
| 10.          | 〈Love Me〉                       | 케이티 페리 맥스 마틴 Christian "Bloodshy" Karlsson Vincent Pontare Magnus Lidehäll | Bloodshy                   | 3:52      |
| 11.          | 〈This Moment〉                   | 케이티 페리 Tor Erik Hermansen Mikkel Storleer Eriksen Benjamin Levin               | StarGate Benny Blanco      | 3:46      |
| 12.          | 〈Double Rainbow〉                | 케이티 페리 Sia Furler Greg Kurstin                                                 | Kurstin                    | 3:51      |
| 13.          | 〈By the Grace of God〉           | 케이티 페리 Greg Wells                                                              | Wells 케이티 페리          | 4:27      |
| 총 재생 시간 | 총 재생 시간                      | 총 재생 시간                                                                        | 총 재생 시간               | 48:39     |

| #            | 제목                    | 작사·작곡                                       | 프로듀서              | 재생 시간 |
| ------------ | ----------------------- | ----------------------------------------------- | --------------------- | --------- |
| 14.          | 〈Spiritual〉           | 케이티 페리 Kurstin John Mayer                  | Kurstin               | 4:35      |
| 15.          | 〈It Takes Two〉        | 케이티 페리 Hermansen Eriksen Levin Emeli Sandé | StarGate Benny Blanco | 3:54      |
| 16.          | 〈Choose Your Battles〉 | 케이티 페리 Jonatha Brooke Wells                | Wells 케이티 페리     | 4:27      |
| 총 재생 시간 | 총 재생 시간            | 총 재생 시간                                    | 총 재생 시간          | 61:35     |

## 차트 및 인증

### 주간 차트
| 차트 (2013)                          | 최고 순위 |
| ------------------------------------ | --------- |
| 오스트레일리아 앨범 (ARIA)           | 1         |
| 오스트리아 앨범 (Ö3 오스트리아)      | 3         |
| 벨기에 앨범 (울트라탑 플랑드르)      | 5         |
| 벨기에 앨범 (울트라탑 왈로니아)      | 7         |
| 캐나디안 앨범 (빌보드)               | 1         |
| 크로아티아 외국 앨범 (IFPI)          | 5         |
| 덴마크 앨범 (히트리스트)             | 4         |
| 네덜란드 앨범 (메하하르츠)           | 4         |
| 프랑스 앨범 (SNEP)                   | 4         |
| 핀란드 앨범 (수오멘 비랄리넨 리스타) | 15        |
| 독일 앨범 (미디어 컨트롤)            | 4         |
| 헝가리 앨범 (MAHASZ)                 | 10        |
| 아일랜드 앨범 (IRMA)                 | 1         |
| 이탈리아 앨범 (FIMI)                 | 5         |
| 일본 앨범 (오리콘)                   | 5         |
| 멕시코 앨범 (AMPROFON)               | 2         |
| 뉴질랜드 앨범 (레코디드 뮤직 NZ)     | 1         |
| 노르웨이 앨범 (VG-리스타)            | 3         |
| 폴란드 앨범 (ZPAV)                   | 34        |
| 포르투갈 앨범 (AFP)                  | 10        |
| 스코틀랜드 앨범 (OCC)                | 1         |
| 스페인 앨범 (PROMUSICAE)             | 3         |
| 스위스 앨범 (슈바이처 히트파라데)    | 2         |
| 영국 음반 (OCC)                      | 1         |
| 미국 빌보드 200                      | 1         |

### 연간 차트
| 차트 (2013)     | 순위 |
| --------------- | ---- |
| 미국 빌보드 200 | 49   |

### 인증
| 국가                                                                                         | 인증             | 판매량/출하량 |
| -------------------------------------------------------------------------------------------- | ---------------- | ------------- |
| 오스트레일리아 (ARIA)                                                                        | 5× 플래티넘      | 350,000^      |
| 오스트리아 (IFPI 오스트리아)                                                                 | 3× 플래티넘      | 45,000*       |
| 브라질 (Pro-Música Brasil) Digital album                                                     | 플래티넘         | 40,000*       |
| 브라질 (Pro-Música Brasil) Physical album                                                    | 플래티넘         | 40,000*       |
| 캐나다 (뮤직 캐나다)                                                                         | 3× 플래티넘      | 240,000^      |
| 콜롬비아                                                                                     | 골드             |               |
| 덴마크 (IFPI Danmark)                                                                        | 플래티넘         | 20,000        |
| 프랑스 (SNEP)                                                                                | 플래티넘         | 140,000       |
| 독일 (BVMI)                                                                                  | 골드             | 100,000^      |
| 아일랜드 (IRMA)                                                                              | 골드             | 7,500^        |
| 이탈리아 (FIMI)                                                                              | 플래티넘         | 50,000        |
| 멕시코 (AMPROFON)                                                                            | 4× 플래티넘+골드 | 270,000^      |
| 네덜란드 (NVPI)                                                                              | 플래티넘         | 50,000^       |
| 뉴질랜드 (RMNZ)                                                                              | 2× 플래티넘      | 30,000^       |
| 노르웨이 (IFPI 노르웨이)                                                                     | 4× 플래티넘      | 80,000*       |
| 페루                                                                                         | 플래티넘         |               |
| 폴란드 (ZPAV)                                                                                | 2× 플래티넘      | 40,000        |
| 러시아 (NFPF)                                                                                | 4× 플래티넘      | 80,000        |
| 싱가포르 (RIAS)                                                                              | 플래티넘         | 10,000*       |
| 스웨덴 (GLF)                                                                                 | 플래티넘         | 40,000        |
| 스위스 (IFPI 스위스)                                                                         | 골드             | 10,000^       |
| 영국 (BPI)                                                                                   | 플래티넘         | 438,486       |
| 미국 (RIAA)                                                                                  | 2× 플래티넘      | 1,740,000     |
| *판매량을 기반으로 한 인증 · ^출하량을 기반으로 한 인증 · 판매량+스트리밍을 기반으로 한 인증 |                  |               |